# Vesicularia isopterygiiforme
Vesicularia isopterygiiforme là một loài Rêu trong họ Hypnaceae. Loài này được (Cardot & Thér.) Broth. miêu tả khoa học đầu tiên năm 1909.